# Hexadekan

Strukturformel för hexadekan

Hexadekan, även känt under trivialnamnet cetan, är ett mättat kolväte, en alkan, med 16 kolatomer och summaformeln C16H34. Det används bland annat i vax.
Det finns 10 359 isomerer av hexadekan med samma summaformel. Enligt IUPAC-nomenklatur betecknar hexadekan kolvätet med ogrenad kolkedja, det vill säga 16 kolatomer i rad. Det är den ogrenade formen som också kallas för cetan, eller med äldre nomenklatur n-hexadekan. 
Hexadekan är referensen för att bestämma cetantal av diesel.